# Opius alachuanus
Opius alachuanus är en stekelart som beskrevs av Fischer 1964. Opius alachuanus ingår i släktet Opius och familjen bracksteklar. Inga underarter finns listade i Catalogue of Life.